# Peter Dreßen (Politiker, 1914)
Peter Dreßen (* 17. Juni 1914 in Gemünd, heute Schleiden; † 28. August 1993; auch Peter Drehsen) war ein deutscher Politiker (FDP).

## Leben und Beruf
Nach dem Besuch der Volksschule war Dreßen Auszubildender zum Bäckermeister und Konditor im familieneigenen Café in Gemünd. Nach dem Tod seines Vaters 1934 übernahm er das Café und machte sich damit selbständig. Bereits in Folgejahr legte er die Meisterprüfung ab. Er war zudem Kreislehrlingswart für alle Handwerksberufe und gehörte seit 1950 der Vollversammlung der Handwerkskammer Aachen an, ab 1960 als Vorstandsmitglied. 1990 übernahm sein Sohn das Café.

## Politik
Dreßen wurde 1952 Mitglied der FDP, bei der er 1956 stellvertretender Vorsitzender des Kreisverbandes Schleiden wurde. 1952 wurde er erstmals in den Gemündener Stadtrat und den Schleidener Kreistag gewählt. 1964 wurde er Bürgermeister der Stadt Gemünd, dies blieb er bis zur Eingemeindung nach Schleiden am 1. Januar 1972.
1958 und 1966 kandidierte er auf der Landesliste der FDP für den Landtag von Nordrhein-Westfalen. Am 24. Juni 1969 rückte er für den ausgeschiedenen Gerhard Kienbaum in den Landtag nach. Bei der Wahl 1970 kandidierte er erneut, verpasste jedoch den Wiedereinzug, sodass er am 25. Juli 1970 aus dem Parlament ausschied. Seit 1975 gehörte er der Landschaftsversammlung Rheinland an.